# Civic Center (Los Angeles)
Pour les articles homonymes, voir Civic Center.
Civic Center est un secteur du quartier d'affaires de Los Angeles, en Californie.

## Présentation
Le quartier abrite entre autres l'hôtel de ville de Los Angeles, la cathédrale Notre-Dame-des-Anges de Los Angeles, le Walt Disney Concert Hall et la gare d'Union Station.
Il est desservi par les rames des lignes B et D du métro, grâce à la station du même nom.